# Hypnobartlettia fontana
Hypnobartlettia fontana är en bladmossart som beskrevs av Ryszard Ochyra 1985. Hypnobartlettia fontana ingår i släktet Hypnobartlettia och familjen Amblystegiaceae. Inga underarter finns listade i Catalogue of Life.